# Вишонкі-Косьцельне
Вишонкі-Косьцельне (пол. Wyszonki Kościelne) — село в Польщі, у гміні Клюково Високомазовецького повіту Підляського воєводства.
Населення — 110 осіб (2011).
У 1975-1998 роках село належало до Ломжинського воєводства.

## Демографія
Демографічна структура станом на 31 березня 2011 року:
|          | Загалом | Допрацездатний вік | Працездатний вік | Постпрацездатний вік |
| -------- | ------- | ------------------ | ---------------- | -------------------- |
| Чоловіки | 56      | 14                 | 29               | 13                   |
| Жінки    | 54      | 10                 | 23               | 21                   |
| Разом    | 110     | 24                 | 52               | 34                   |